# Петар Коњевић
Петар Перо Коњевић (Пожега (Славонска), 22. март 1857 — Пожега (Славонска), 29. новембар 1882) био је српски трговац и добротвор.

## Биографија
Отац Јован био је трговац, мајка Софија (рођ. Стојановић). Перо је од рођења био болешљив и слаб, тако да је морао пркинути школовање у Пожези, што му је јако тешко пало јер је био одличан ђак. Након неког времена кренуо је у немачку школу у Винковцима, у којој је био један од истакнутих ђака, али су га због болести морали вратити у место рођења. Било је потребно две године да се опорави и након тога отишао је у Грац, где је три године марљиво учио у трговачкој школи и заршио је 1873. године, након чега је провео годину дана на пракси у Загребу. Затим је прешао у очеву радњу у Пожеги, и водио ју је од 1880. до смрти.
Недуго зато поново се разболео и за време боловања решио је да све што има завешта свом народу.
Завештао је Матици српској 30.000 форинти у железничким обвезницама. Ово завештање Матица је искористила за покретање едиције „Књиге за народ”. У знак захвалности прва књига у едицији, аутора Илије Вучетића, била је посвећена управо Коњевићу.
Оставио је и прилоге Српској црквеној општини, чији је био перовођа и старатељ, болници и ватрогасном друштву у Пожеги. Говорио је немачки језик. У рукопису је сачуван његов превод са немачког романа Фрањо Деак или пророковање.